# Nicholas County, West Virginia
Nicholas County är ett administrativt område i delstaten West Virginia, USA, med 26 233 invånare. Den administrativa huvudorten (county seat) är Summersville.  

## Geografi
Enligt United States Census Bureau så har countyt en total area på 1 695 km². 1 680 km² av den arean är land och 15 km² är vatten. 

### Angränsande countyn
- Braxton County - nord
- Webster County - nordost
- Greenbrier County - sydost
- Fayette County - sydväst
- Clay County - nordväst
- Kanawha County - väst